# Effetto ghosting

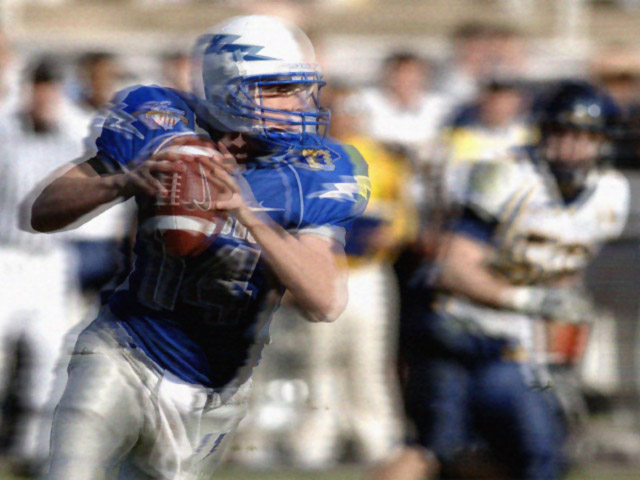
Un esempio di effetto ghosting

Nelle televisioni e nei monitor, l'effetto ghosting è una replica di una parte dell'immagine trasmessa, spostata nella posizione, ma sovrapposta, sullo schermo, al nuovo frame, la quale crea nello schermo il tipico "effetto fantasma". Questo fenomeno è da imputare principalmente alla velocità di aggiornamento del pannello, tipica di ogni modello di schermi. 
Le scie fantasma sono causate dai pixel (ad esempio dei cristalli liquidi) del display, i quali necessitano di tempo per passare da uno stato (o in questo caso da un colore) ad un altro.
L'Effetto ghosting è una caratteristica tipica dei pannelli video, correlata direttamente al tipo di tecnologia costruttiva (TN, MVA, PVA, IPS), di conseguenza non è eliminabile se presente. Non bisogna confondere l'Effetto ghosting con il fenomeno dell'Input lag.